# Bristol T.T.A
El Bristol T.T.A (Type 6) fue un biplano bimotor y biplaza británico, diseñado en 1915 como caza de defensa. Se construyeron dos prototipos, pero el modelo no entró en producción.

## Diseño y desarrollo
El Bristol T.T. fue diseñado en 1915 según un requerimiento del Ministerio de Guerra por un avión de defensa local. El T.T. era un biplano bimotor de dos asientos, en el que T.T. significaba twin tractor (tractor doble); el Type number 6 se añadió retrospectivamente en 1923. Los principios rectores del diseño fueron la compacidad y un amplio campo de tiro desde ambas cabinas.
El T.T. era un biplano sin flecha con un ligero decalaje, con alas de cuerda constante y con largos alerones en los planos superiores. Las alas tenían una construcción de tres vanos, y los soportes interplanares internos sostenían los motores en góndolas rectangulares ubicadas a medio camino entre las alas. Se montaron unidades del tren de aterrizaje de dos ruedas debajo de cada motor, con un patín de cola y un patín de morro para evitar que capotara. El plano de cola de gran superficie tenía la misma forma que la del Scout D, con los mismos elevadores no compensados, aunque el timón sin empenaje sí estaba compensado. El artillero estaba sentado en una cabina en el morro del avión, armado con dos ametralladoras Lewis de 7,7 mm de movimiento libre. El piloto, sentado detrás del borde de fuga del ala, tenía una ametralladora Lewis apuntando hacia atrás.
El diseño original (el Bristol T.T.) preveía el uso de dos motores R.A.F. 4a de 110 kW (150 hp), pero a los aviones B.E.12 y R.E.8 tenían prioridad para estos motores y se le recomendó a Bristol que utilizara motores Beardmore de 90 kW (120 hp). Con estos motores, el avión fue designado T.T.A, y se encargaron dos prototipos, completándose el primero el 26 de abril de 1916. El segundo le siguió en mayo y ambos aviones volaron a Upavon para realizar pruebas de servicio. La velocidad máxima y el régimen de ascenso eran mejores que las del más potente pero más grande competidor del T.T., el F.E.4, pero el avión no gustó y no obtuvo pedidos de producción.

## Especificaciones
Referencia datos: BarnesBarnes, 1970, p. 103

### Características generales
- Tripulación: Dos (piloto y artillero)
- Longitud: 11,9 m (39,2 ft)
- Envergadura: 16,3 m (53,5 ft)
- Altura: 3,8 m (12,5 ft)
- Superficie alar: 75,9 m² (817 ft²)
- Peso vacío: 1733 kg (3819,5 lb)
- Peso cargado: 2313 kg (5097,9 lb)
- Planta motriz: 2× motor lineal de 6 cilindros refrigerado por agua Beardmore 120 hp.
  - Potencia: 90 kW (124 HP; 122 CV) cada uno.
- Hélices: 1× bipala de paso fijo por motor.

### Rendimiento
- Velocidad máxima operativa (Vno): 140 km/h (87 MPH; 76 kt)
- Régimen de ascenso: 2 m/s (394 ft/min) [3]

### Armamento
- Ametralladoras: 

  - 2x Lewis de 7,7 mm en la cabina delantera
  - 1x Lewis de 7,7 mm en la cabina del piloto

## Aeronaves relacionadas

### Aeronaves similares
- Royal Aircraft Factory F.E.4

### Secuencias de designación
- Secuencia Numérica (interna de Bristol): ← 3 - 4 - 5 - 6 - 7 - 8 - 9 →